# کوه چیلالو
کوه چیلالو (به لاتین: Mount Chilalo) یک کوه در اتیوپی است که در Arsi Zone واقع شده‌است. کوه چیلالو ۴٬۰۳۶ متر بالاتر از سطح دریا واقع شده‌است.